# بيتي كيرشاو
بيتي كيرشاو (بالإنجليزية: Betty Kershaw)‏ هي ممرضة بريطانية، ولدت في 11 ديسمبر 1943.